# Annam
Pour les articles homonymes, voir Annam.

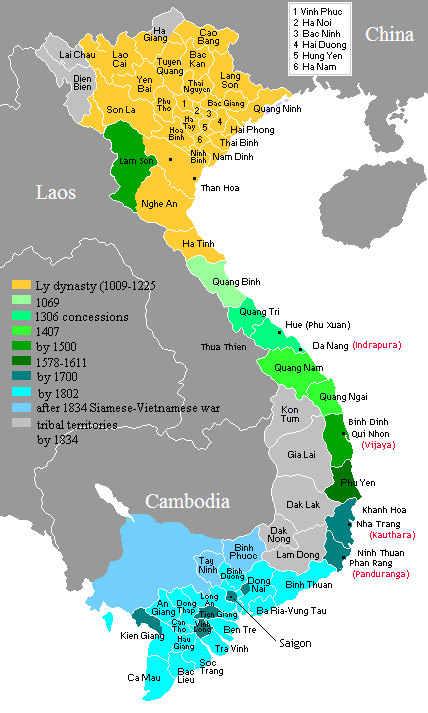
Expansion du territoire du Viêt Nam

L'« Annam » de l'Indochine française

L'Annam (chinois : 安南 ; pinyin : Ānnán, vietnamien : An Nam) est à l'origine le nom du protectorat chinois établi par la dynastie Tang sur une partie du territoire formant aujourd'hui le Viêt Nam de 618 à 939, avant l'indépendance du Đại Việt. « Annam » est la forme vietnamienne du nom chinois Annan, qui signifie Sud pacifié, ce qui est un diminutif du nom officiel du protectorat, qui est « protectorat général pour pacifier le Sud » (chinois : 安南都護府 ; pinyin : Ānnán Dūhùfǔ, vietnamien : An Nam đô hộ phủ). C'est l'un des six grands protectorats de ce type créés par les Tang pour gérer les territoires qui étaient sous leur domination sans pour autant être intégré directement à la Chine.
Avant l'établissement de ce protectorat, la région est connue sous le nom de Jiaozhou (pinyin : Jiāozhōu) ou Jiaozhi (chinois : 交趾 ; pinyin : Jiāozhǐ, vietnamien : Giao Chỉ). Par la suite, le mot a continué d'être employé par les Chinois pour désigner le Viêt Nam ; l'usage a ensuite été repris par les Occidentaux pour désigner le Viêt Nam dans son ensemble.
Enfin, le nom a servi à désigner le protectorat français d'Annam, de 1883 à 1945, dans le centre de l'Indochine française, le Nord du Viêt Nam correspondant alors au protectorat du Tonkin, et le Sud à la colonie de Cochinchine. Le terme de Viêt Nam selon son usage moderne s'est imposé après 1945. Par extension, les membres de l'ethnie vietnamienne étaient appelés les Annamites. Pour les habitants du Viêt Nam, cette zone est connue sous le nom de Bắc Kỳ (北區), soit la « zone Nord ».

## Origine du mot

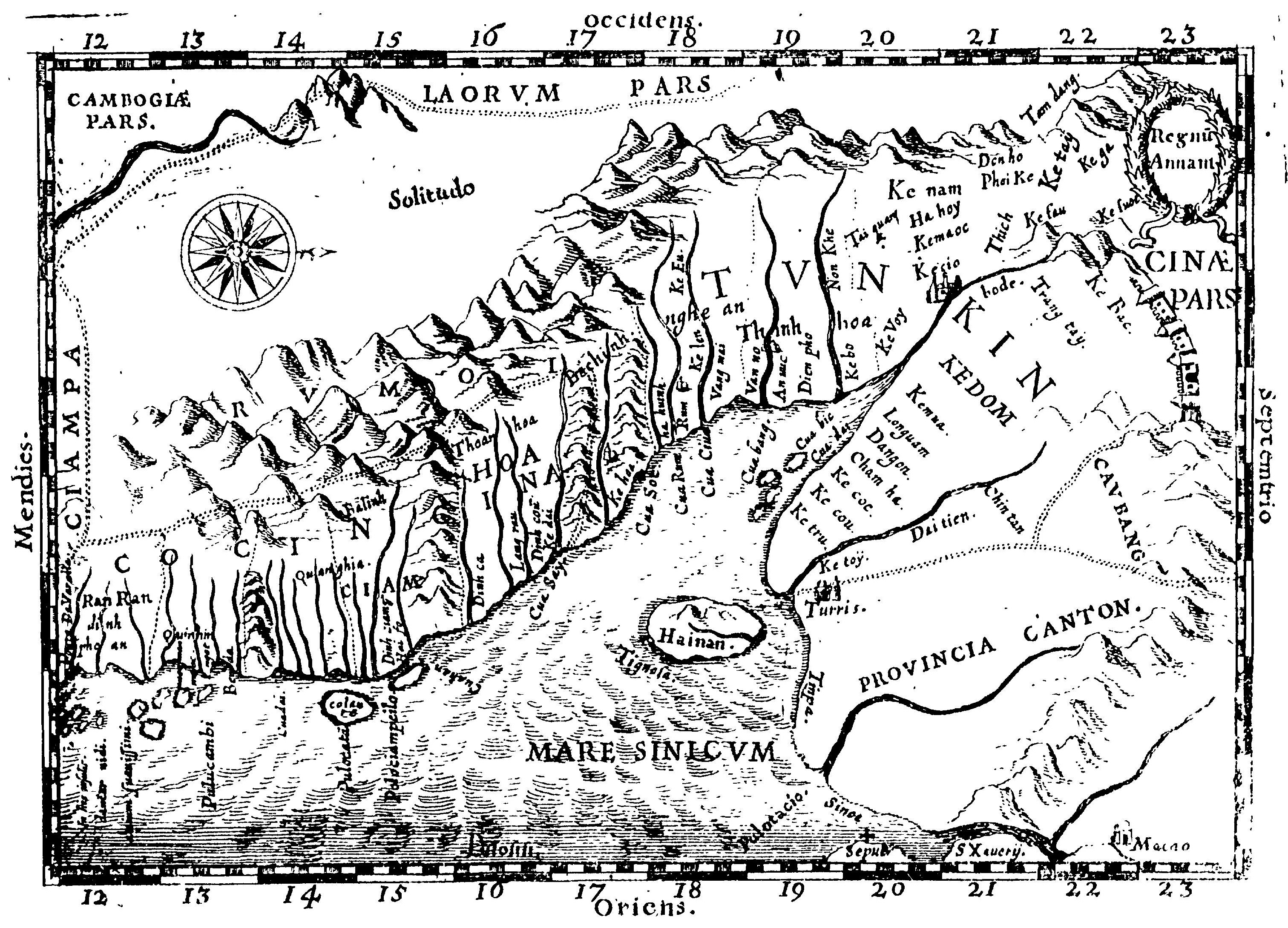
Carte de l'Annam, dessinée par Alexandre de Rhodes en 1651.

Annam ou Annan (chinois : 安南 ; pinyin : ānnán ; litt. « le Sud pacifié »), de An (la paix), et Nam ou Nan (le sud), en chinois classique et moderne, le nom d'un pays. Ce nom est donné à la région par les Chinois de la dynastie Tang (618-907), lorsqu'ils ont soumis le royaume de Nanyue, un pays à cheval sur le Sud de la Chine et le Nord du Viêt Nam actuel. Après l'indépendance (939), les empereurs vietnamiens donnent des noms différents à leur pays, et le nom Annam est tombé en désuétude jusqu'à la fin du XIXe siècle.
Dans les écrits d'Alexandre de Rhodes, « Annam » désigne tout le pays du Đại Việt, qui ne comprend alors que deux parties : le « Tonkin » et la « Cochinchine », le Nord et le Sud en son époque, dirigés par deux camps rivaux séparés par le fleuve Gianh, à Quảng Bình. Lorsque le livre La Glorieuse mort d'André, catéchiste de la Cochinchine paraît à Paris en 1653, les armées vietnamiennes, dans leur longue conquête du Sud, n'atteignent alors que Nha Trang. Ainsi, les Français ont baptisé administrativement le centre Annam, tandis que l'ancien nom de Cochinchine passait du centre à la partie située plus au sud.

## Histoire

### Avant les Tang
La première conquête du territoire correspondant à l'Annam par les chinois est le fait de Zhao Tuo. Au début, Tuo est un général Chinois au service de la dynastie Qin, qui participe à l'expédition que l'empereur Qin Shi Huang lance contre les tribus du peuple Yue. Shi Huang meurt en 210 av. J.-C. et moins de quatre ans après sa mort, la dynastie Qin s'effondre et la Chine sombre dans chaos et la guerre civile lors de la guerre Chu-Han. Nous sommes alors en l'an 206 av. J.-C, et Tuo profite de la situation pour déclarer son indépendance et fonder le royaume de Nanyue. Il établit sa capitale à Panyu, ce qui correspond actuellement à la ville de Canton, et règne sur une région recouvrant les actuelles provinces du Guangdong et du Guangxi. C'est a une date inconnue, mais proche de la fondation de Nanyue, que Zhao Tuo annexe la région correspondant au nord du Vietnam. Il fait de cette région une nouvelle province de son royaume, la province de Jiaozhi.
Lorsque la guerre civile Chinoise s’achève, la dynastie Han prend le pouvoir en Chine. Le royaume de Nanyue et la nouvelle dynastie cohabitent plus ou moins paisiblement jusqu'en 111 av. J.-C., date à laquelle l'empereur Han Wudi, profite d'une guerre de succession entre les descendants de Zhao Tuo pour envoyer plusieurs armées « rétablir l'ordre » chez son voisin du sud. La province de Jiaozhi passe alors sous la coupe de la Chine.
Durant la période de domination chinoise, le pays est régulièrement secoué par des révoltes locales, la plus célèbre étant celle des sœurs Trung, qui marque la césure entre la première et la seconde période de domination chinoise. Mais à chaque fois, le pouvoir central Chinois finit toujours par réprimer ces rébellion et reprendre le contrôle du Jiaozhi.
Pendant la période des trois royaumes, qui suit la chute de la dynastie Han, c'est le royaume de Wu qui prend le contrôle de la province et ce jusqu'à ce que le Wu soit annexé par la dynastie Jin qui réunifie brièvement la Chine. Après la chute de la dynastie Jin de l'Ouest et la division de la Chine entre plusieurs royaumes, ce sont les Jin de l'est qui dominent le Jiaozhi, puis, après leur chute, les différentes dynasties qui contrôlent le sud de la Chine.
La situation change en 544, lorsque le magistrat Lý Nam Đế mène une révolte victorieuse contre la dynastie Liang, se proclame « empereur du Nam Việt » et fonde la dynastie Lý antérieure. Le pays connaît alors une période d'indépendance qui dure plusieurs décennies et s'achève en 602, lorsque la dynastie Sui, qui vient de réunifier la Chine, reprend le contrôle du pays, qui redevient la province de Jiaozhi. C'est le début de la troisième période de domination chinoise.

### Protectorat Tang

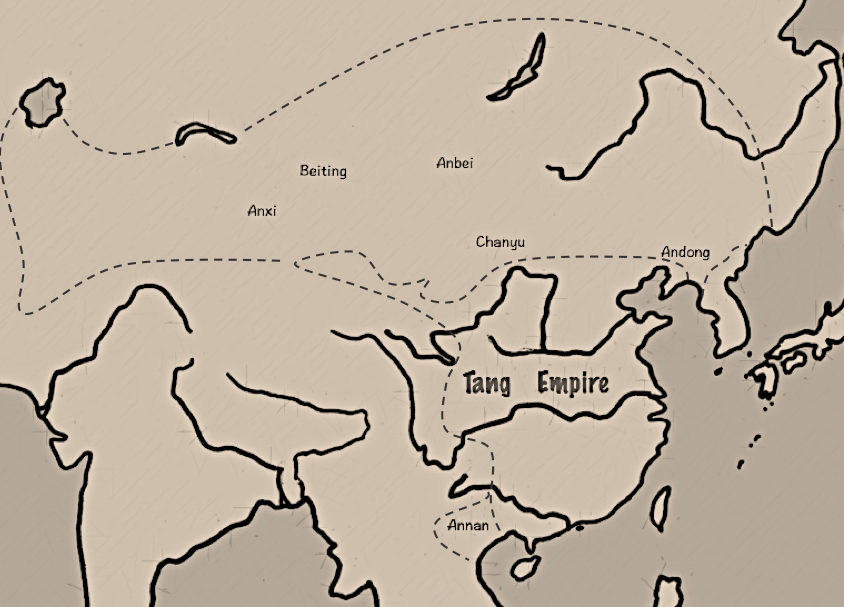
Carte des six grands protectorats mis en place durant la dynastie Tang. Le protectorat général pour pacifier le Sud y est indiqué sous le nom de « Annan » (安南都护府).

La situation administrative de la région change en 679, lorsque la dynastie Tang, qui a pris le pouvoir en Chine aux dépens de la dynastie Sui, remplace la province de Jiaozhi par un régime plus strict de protectorat, le protectorat d'Annam. Le siège du nouveau protectorat est fixé à Tống Bình (宋平縣), ce qui correspond actuellement à la ville d'Hanoï. Ce renforcement de la tutelle chinoise fut mal perçu par les populations locales et les Tang durent réprimer plusieurs révoltes pour affirmer leur contrôle sur la région.
Le protectorat d'Annam fut renommé protectorat de Zhennan en 757, avant de redevenir le protectorat d'Annam en 760.
Ce n'est qu'en 939, soit 33 ans après la chute de la dynastie Tang, que Ngô Quyền réussit à expulser les Chinois d'Annam en battant Liu Hongcao (劉弘操), le prince et amiral commandant de la dynastie Han du Sud, lors de la bataille du Bạch Đằng. Cette victoire lui permet de fonder le royaume du Đại Việt et de devenir le premier empereur de la dynastie Ngô.
Cette victoire marque la fin de la province chinoise d'Annam, toutes les tentatives successives d'annexion du viet-nam par les différents gouvernements chinois se finissant à chaque fois par un échec, à l'exception des Ming qui réussissent à prendre brièvement le contrôle du pays pendant le règne de Ming Yongle, entre 1407 et 1427.

### Période coloniale

Drapeau de l’Indochine française.

Par l'expédition du Tonkin, la France, qui avait déjà conquis la Cochinchine, assure son contrôle sur le reste du territoire vietnamien. La convention signée par l’amiral Dupré, le 15 mars 1874, reconnaît l’indépendance de l’Annam et promet une aide financière, militaire et économique. L’empereur Tự Đức doit quant à lui se conformer à la politique étrangère française, sans que cela remette en cause ses relations actuelles, ce qui laisse un flou sur la vassalité de l’Annam envers la Chine, et laisse les ports et le Fleuve Rouge ouverts au commerce français. Le traité de Hué de 1883 puis celui de 1884 font de l'Annam et du Tonkin deux protectorats distincts. Le mot Annam désigne dès lors non plus le Viêt Nam dans son ensemble mais sa partie centrale, appelée en vietnamien Trung Ky (« pays du Centre »), ou Trung Bo (« région du Centre »). Alors que le protectorat du Tonkin évolue vers l'administration directe, celui d'Annam est soumis à un régime d'administration plus indirecte, bien que l'empereur soit relégué à des fonctions d'apparat.
Avec les royaumes du Cambodge et du Laos, les trois régions vietnamiennes formaient l'Indochine française. Il y avait cependant une confusion étrange : les autorités françaises appelaient le territoire entier du Viêt Nam par le même nom : Annam. Par conséquent, le nom Annam désignait à la fois le Viêt Nam et sa partie centrale, et le nom « Annamite » désignait l'habitant du Viêt Nam ou de l'Annam, et l'adjectif « annamite » désignait tout ce qui concerne le Viêt Nam ou seulement l'Annam. Les royaumes du Cambodge et du Laos étaient vassaux de fait et de droit de l'empire d'Annam à l'arrivée des Français du Second Empire de Napoléon III.
Le terme Viêt Nam, selon son usage moderne, s'est imposé dans les milieux nationalistes dans les années 1920, puis définitivement après 1945.

## Presse

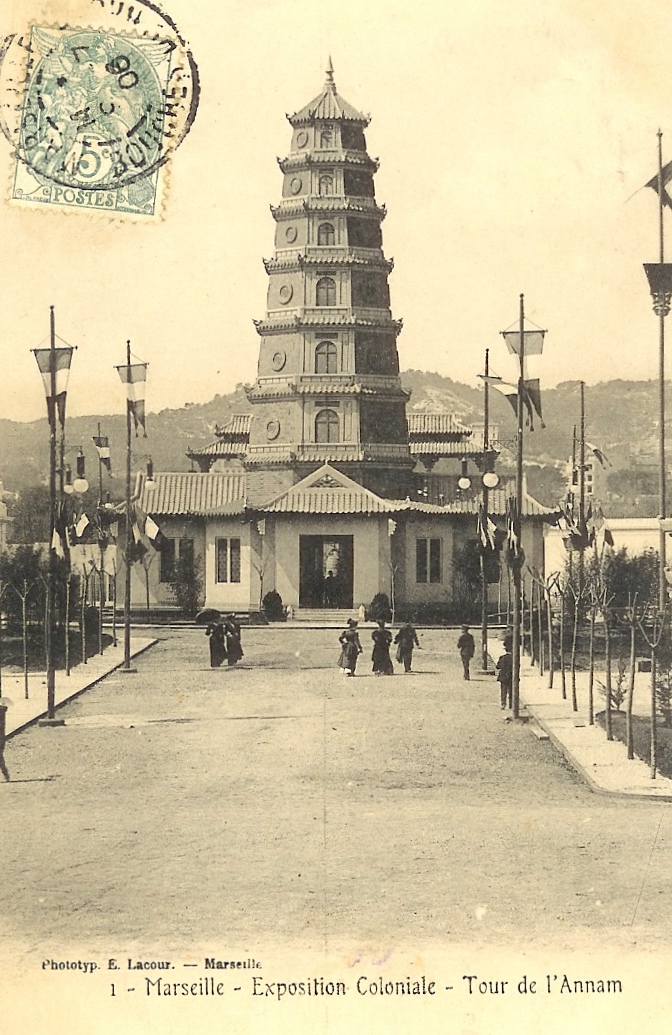
Carte postale de la tour d'Annam lors de l'exposition coloniale en 1906 à Marseille.

Plusieurs journaux de l'époque coloniale paraissaient sous ce titre, dont :
- L'Écho Annamite[2]. dont l'un des principaux collaborateurs fut Eugène Dejean de La Bâtie, ainsi que le futur Premier Ministre vietnamien Nguyễn Phan Long[3] ;
- L'Annam, qui succéda de 1926 à 1927 à La Cloche fêlée, pour mieux indiquer son engagement vietnamien[4].